# Antoine Jacquemoud
Antoine Jacquemoud, anche noto come Antonio Jacquemoud (Moûtiers, 26 novembre 1806 – Moûtiers, 13 febbraio 1887), è stato un politico francese.

## Biografia
Fu Deputato del Regno di Sardegna per cinque legislature, eletto nel collegio  di Moûtiers. 